# Sawangan (Ajibarang)
Sawangan is een bestuurslaag in het regentschap Banyumas van de provincie Midden-Java, Indonesië. Sawangan telt 5721 inwoners (volkstelling 2010).